# Pías (Pataz)
Pías es una localidad peruana capital del Distrito de Pias de la Provincia de Pataz en el Departamento de La Libertad. Se ubica aproximadamente a unos 350 kilómetros al sureste de la ciudad de Trujillo,  se encuentra a una altitud de 2630 m s. n. m. y fue creado por ley Nº 12402 del 31 de octubre de 1955. Fiesta patronal, último domingo de septiembre.
¿Cómo llegar?https://www.google.com.pe/maps/dir/Trujillo,+La+Libertad/Pias,Pataz,la+Libertad,peru/@-7.9311143,-79.4153965,8z/data=!3m1!4b1!4m13!4m12!1m5!1m1!1s0x91ad3d7fe3fae92d:0xd3bc7d125d4e8508!2m2!1d-79.0329727!2d-8.1060428!1m5!1m1!1s0x91ae3fd28ed44733:0x242aa406e3de9e19!2m2!1d-77.551911!2d-7.903753?hl=es-419